# تد ریچارد
تد ریچارد (انگلیسی: Ted Schroeder؛ زاده ۲۰ ژوئیهٔ ۱۹۲۱ درگذشته ۲۶ مهٔ ۲۰۰۶) یک تنیس‌باز اهل ایالات متحده آمریکا بود.